# C'est moi
Singles de C. Jérôme
Bay-Bay 26/38
(1974) Baby Boy
(1974)
C'est moi est une chanson du chanteur français C. Jérôme, parue sur son premier album Baby Boy. Elle est sortie en tant que troisième single de l'album en avril 1974 sur le label Disc AZ. Elle s'est classée dans plusieurs pays et a notamment été numéro un du hit-parade francophone en Belgique.

## Composition
C'est moi est écrite par Jean Albertini, sur une musique de Sylvain Garcia,. Dans la chanson, C. Jérôme rencontre une ancienne amoureuse, à laquelle il dit ne pas avoir changé depuis leur rupture. 

## Contexte
Au printemps 1974, C. Jérôme et le parolier Jean Albertini sont à la recherche d'une nouvelle chanson pour le chanteur. Le compositeur Sylvain Garcia leur propose une musique entraînante. C. Jérôme commence à écrire les paroles pour accompagner la chanson qu'il intitule C'est la vie, on s'aime, inspirée par sa compagne Annette rencontrée deux années plus tôt.
Lors de l'enregistrement au studio des Dames, dans le 17e arrondissement de Paris, Jean Albertini n’est pas convaincu par le texte, trouvant les paroles « banales » et « inspides ». Dominique Poncet, l'ingénieur du son, chantonne en plaisantant « C. Jérôme, c'est moi », ce qui donne à Albertini la base des nouvelles paroles. Il réécrit le texte en quelques minutes et les paroles de C'est moi sont créées. La chanson est sortie en 45 tours fin avril 1974 et devient un tube de l'été la même année. C. Jérôme et Jean Albertini remercieront plus tard l'ingénieur du son de leur avoir donné l'idée des paroles en lui remettant un chèque,.

## Accueil commercial
Le 45 tours de C'est moi s'est écoulé à plus de 500 000 exemplaires en France. Il rencontre également le succès aux Pays-Bas, au Québec et en Belgique, se classant dans ce dernier à la première place du hit-parade francophone. Il s'agit du quatrième single le plus vendu du chanteur en France, après Kiss Me, Et tu danses avec lui et Himalaya,,.

## Liste des titres
| A. | C'est moi | 2:45 |
| B. | Marilyn   | 3:05 |

## Crédits
- C. Jérôme – chant
- Jean Albertini – paroles
- Sylvain Garcia – composition
- Dominique Poncet – ingénieur du son
- Michel Ganot – chef d'orchestre
- Michel Dreyfuss – photographie

Crédits adaptés des notes d'accompagnement.

## Classements
| Classement (1974)                       | Meilleure position |
| --------------------------------------- | ------------------ |
| Belgique (Flandre Ultratop 50 Singles)  | 20                 |
| Belgique (Wallonie Ultratop 50 Singles) | 1                  |
| France (SNEPA)                          | 2                  |
| Pays-Bas (Nederlandse Top 40)           | 6                  |
| Pays-Bas (Nationale Hitparade)          | 6                  |
| Québec (Palmarès francophone)           | 3                  |

| Classement (1974)              | Position |
| ------------------------------ | -------- |
| France (SNEPA)                 | 18       |
| Pays-Bas (Nederlandse Top 40)  | 47       |
| Pays-Bas (Nationale Hitparade) | 65       |